# チッタゴン語
チッタゴン語（チッタゴンご、チッタゴン語: চাঁটগাঁইয়া বুলি、英: Chittagonian）は、インド・ヨーロッパ語族のインド・イラン語派、インド語群に属する言語である。バングラデシュのチッタゴンおよび同国南東部の多くで話されている。ベンガル語と本質的に相互理解ができるわけでないが、ベンガル語の非標準な方言とみなされている。

## 言語名別称
- Chatgaiyan Buli
- Chatgaya
- Chittagonian Bengali